# Povijest papira u Hrvatskoj
Povijest papira u Hrvatskoj započinje 1259., a Trogirski evanđelistar je najstariji rukopis pisan na papiru u Hrvatskoj. Naši su najraniji sačuvani notarski spisi iz Trogira (1263.) i drugih dalmatinskih i istarskih komuna. U kontinentalnoj Hrvatskoj prvi dokumenti na papiru zabilježeni su tek u 14. stoljeću. Proizvodnji i upotrebi papira u srednjem vijeku posebno je pogodovao razvoj gradova i sveučilišta.

## Razvoj industrije papira u Hrvatskoj
S pojavom i širenjem reformacije početkom 16. stoljeća porasla je potreba za papirom u cijeloj Europi. Ideja protestantizma zahvatile su i naše krajeve, posebno područje zapadne Hrvatske. Dotadašnje male količine papira, dopremane pretežno iz Italije, nisu više bile dovoljne i uskoro se započelo s izradom papira na vlastitom tlu. 
Potkraj 17. stoljeća postojao je mlin za papir u Žužemberku, što ga je Anton Nikel oko 1716. preuredio od nekadašnjeg mlina za žito. Mlin je imao godišnji učinak oko 1000 rizmi (što je tada bilo 479 000 araka), a podmirivao je potrebe tadašnje Hrvatske i Vojne krajine. Taj je mlin oko 1792. preuzela obitelj Kleinmayer, modernizirala ga i pretvorila u manufakturu, a radio je sve do sedamdesetih godina 19. stoljeća. 
Početkom 19. stoljeća postojale su u Rijeci manje radionice papira. Na mjestu današnje tvornice papira izgradio je 1821. Andrija Ljudevit Adamić mlin za papir, koji već oko 1830. poprima industrijsko obilježje i uskoro postaje jedan od prvih i najvažnijih proizvođača papira na austrougarskom području. Godine 1845. to poduzeće već radi s 3 stroja za proizvodnju papira i zapošljuje oko 300 radnika, pa se može smatrati da je to bila prva naša industrijska proizvodnja papira. 
U Hrvatskoj se s izradom papira započelo u Dubrovniku oko polovice 17. stoljeća. U Zagrebu je od 1772. postojao mlin za papir, u Novoj vesi, a 1895. započela je u Zagrebu tvornica papira redovitu proizvodnju s jednim strojem.